# Eva Kuen
Eva Kuen (* 1968 in Brixen) ist eine aus Südtirol stammende italienische Schauspielerin, Theaterregisseurin und Sängerin.

## Leben
Eva Kuen, die in Bozen aufwuchs, wollte bereits in der Volksschule Schauspielerin werden. Ihre Eltern besaßen eine Firma für Holzbearbeitungsmaschinen. Sie besuchte die Handelsoberschule und legte die Matura ab. Unmittelbar nach der Schule ging sie als Au-Pair-Mädchen nach London und lebte anschließend mit ihrem ersten Ehemann, dem Musiker Ossi Pardeller, zwei Jahre in Spanien, wo sie als Duo mit südamerikanischer Musik auftraten.
Sie erhielt, nach Vermittlung durch den Südtiroler Schauspieler Georg Clementi, zunächst privaten Schauspielunterricht bei dem Schauspielpädagogen Thomas De Neve, der ihr Mentor wurde, anschließend bei Uwe Falkenbach und Ute Lasch in Wien. Sie studierte außerdem bei Susan Batson in Berlin und an der Neighborhood Playhouse School of the Theatre in New York City. Aus privaten Gründen – sie hatte sich in Wien in einen jungen Franzosen verliebt – ging sie anschließend nach Frankreich, wo sie von 1999 bis 2001 ein Schauspielstudium am Conservatoire National Musique, Danse et Art Dramatique in Avignon absolvierte. Während ihres Studiums war sie Ensemblemitglied der dortigen Theater-Compagnie La Chef de Sol, mit der sie vorwiegend Kinder- und Jugendtheater machte.
Nach mehreren beruflichen und privaten Zwischenstationen widmete sich Eva Kuen ab dem Alter von 36 Jahren endgültig der Schauspielerei. Von 2004 bis 2014 war sie als Schauspielerin festes Ensemblemitglied des Improvisations- und Kleinkunst-Theaters „Carambolage“ in Bozen, wo sie auch mit ihren selbst-konzipierten musikalischen Soloprogrammen Nicht hinauslehnen und Greenwich Bye Bye auf der Bühne stand, und später auch weiterhin als Gast und als Regisseurin mit eigenen Inszenierungen hervortrat. Mit ihrem deutsch-französischen Musikabend Nicht hinauslehnen gewann sie beim „Troubadour 2012“ in Stuttgart den Sonderpreis der Jury.
Kuen hatte im Verlauf ihrer Karriere Engagements an zahlreichen Südtiroler Bühnen und bei Südtiroler Theatergruppen, meist in der freien Südtiroler Theaterszene, so u. a. am MurX-Theater in Bozen, am Theater in der Altstadt und bei der „Fabrik Azzurro“ in Meran sowie beim Schauspielkollektiv „binnen-I“. 2017 gastierte sie bei den Freilichtspielen Lana als Signora Christina in Don Camillo und Peppone. 2019 spielte sie bei der „Gruppe Dekadenz“ in Brixen.
Als Regisseurin inszenierte sie neben ihren Arbeiten am Improvisations-Theater „Carambolage“ außerdem am BRUX // Freies Theater Innsbruck, am Westbahntheater Innsbruck, bei der Theatergruppe „Theakos“ und an den Vereinigten Bühnen Bozen. In der Spielzeit 2023/24 inszenierte sie an den Vereinigten Bühnen Bozen das Kinder- und Jugendtheaterstück Die Nacht so groß wie wir.
Kuen wirkte neben ihrer Theaterarbeit in zahlreichen österreichischen und Südtiroler Kino- und Fernsehproduktionen mit, wo sie u. a. mit den Regisseuren Philipp J. Pamer, Gerardo Olivares, Steffen Zacke, Nikolaus Leytner, Umut Dağ, Thomas Hochkofler, Giorgio Diritti und Catalina Molina zusammenarbeitete.
Im Landkrimi – Endabrechnung (2016) spielte sie die Bankdirektorin Eva Greiner. Im Bozen-Krimi Zündstoff (2020) war sie als Hotelinhaberin Agnes Petereit zu sehen. In der 2. Staffel der österreichischen Krimiserie SOKO Linz (2023) übernahm sie eine Episodenhauptrolle als Inhaberin des Fischrestaurants „Culinarium“, dessen Koch erschossen wurde. In der 6-teiligen Mystery-Thriller-Serie Schnee (2023) spielte sie in einer durchgehenden Nebenrolle die Gerichtsmedizinerin Melanie Kofler.
Sie realisierte verschiedene interdisziplinäre Projekte und erarbeitete eigene Stücke und Texte, u. a. die Musical-Show Liora, das Stück Bis in die Puppen – Utopie to go und die Audio-Guides „Mission Ötzi“ und „Oh Ötzi! Emily Coppers Tagebuch“ für das Südtiroler Archäologiemuseum.
Unter dem Namen „Corinne Amrand“ ist sie zusammen mit dem Südtiroler Musiker Simon Gamper als Singer-Songwriterin aktiv. Ihr Debüt-Album Käpt’n Lost erschien 2020.
Eva Kuen ist mit dem Südtiroler Schauspieler Peter Schorn liiert, mit dem sie einen gemeinsamen Sohn hat. Sie lebt nach mehreren Jahren in Bozen mittlerweile wieder in ihrem Geburtsort Brixen.

## Filmografie (Auswahl)
- 2010: Bergblut (Kinofilm)
- 2013: Das Märchen von der Prinzessin, die unbedingt in einem Märchen vorkommen wollte (Kinofilm)
- 2013: Vielen Dank für Nichts (Kinofilm)
- 2016: Wie Brüder im Wind (Kinofilm)
- 2016: Die Kinder der Villa Emma (Fernsehfilm)
- 2016: Landkrimi – Endabrechnung (Fernsehreihe)
- 2020: Der Bozen-Krimi: Zündstoff (Fernsehreihe)
- 2020: SOKO Kitzbühel: Sie sind unter uns (Fernsehserie, eine Folge)
- 2022: Joe der Film (Kinofilm)
- 2023: SOKO Linz: Abwärts (Fernsehserie, eine Folge)
- 2023: Lubo (Kinofilm)
- 2023: Schnee (Fernsehserie, sechs Folgen)
- 2023: Die verkaufte Prinzessin (Fernsehfilm)
- 2024: Schnell ermittelt (Fernsehserie, Folgen Rudolf Faden, Max Stöger und Angelika Wer?)
- 2024: Die Liesl von der Post – Jugendsünden (Fernsehreihe)
- 2024: Die Liesl von der Post – Klapperstorch (Fernsehreihe)
- 2025: Zweitland (Kinofilm)